# 新温泉町立浜坂中学校
新温泉町立浜坂中学校（しんおんせんちょうりつ はまさか ちゅうがっこう）は、兵庫県美方郡新温泉町浜坂にある公立中学校。

## 沿革
- 1976年（昭和51年）4月1日 浜坂・西浜・大庭の3中学校が統合して、浜坂町立浜坂中学校が設立。
- 2005年（平成17年）10月1日 浜坂町が合併により新温泉町になったことに伴い、新温泉町立に改称。

## 部活動
- バスケットボール部
- バレーボール部
- 卓球部
- 陸上競技部
- サッカー部
- 相撲部
- 野球部
- ソフトテニス部
- 吹奏楽部

## 通学区域
以下の4小学校区。旧浜坂町地区全域。
- 新温泉町立浜坂東小学校
- 新温泉町立浜坂西小学校
- 新温泉町立浜坂南小学校
- 新温泉町立浜坂北小学校

## 通学区域が隣接している学校
- 香美町立香住第一中学校
- 香美町立村岡中学校
- 新温泉町立夢が丘中学校
- 鳥取県岩美町立岩美中学校